# محمد التاويل
الشيخ محمد التاويل، ولد عام 1353هـ/1934م في أونان بقرية عين باردة البيبان مدينة غفساي 
اقليم تاونات قرب مدينة فاس المملكة المغربية.

## كتبه ومؤلفاته
- الوصايا والتنزيل في الفقه الإسلامي.
- موقف الشريعة من اعتماد الخبرة الطبية والبصمة الوراثية في إثبات النسب ونفيه.
- اللباب في شرح تحفة الطلاب.
- وأخيرا وقعت الواقعة وأبيح الربا: الفوائد البنكية.
- مشكلة الفقر: الوقاية والعلاج في المنظور الإسلامي.
- إشكالية الأموال المكتسبة مدة الزوجية: رؤية إسلامية.
- الوصية الواجبة في الفقه الإسلامي.
- شذرات الذهب فيما جد في قضايا النكاح والطلاق والنسب.
- الشركات وأحكامها في الفقه الإسلامي.
- لا ذكورية في الفقه.
- زكاة العين ومستجداتها.
- منهجية عمر بن الخطاب في الاجتهاد مع النص.
- خصائص المذهب المالكي.
- زراعة الأعضاء في الفقه الإسلامي.
- مع عائشة أم المؤمنين رضي الله عنها: في حياتها الأسرية ومسيرتها العلمية.
- العذب الزلال في فقه الأموال.